# Coupe de la confédération 2021-2022
Navigation
Édition précédente Édition suivante
La Coupe de la confédération 2021-2022 est la 19e édition de la Coupe de la confédération, seconde compétition africaine de football interclubs, mettant aux prises les meilleures formations non qualifiées pour la Ligue des champions de la CAF.
Le club marocain du Raja CA est le tenant du titre.

## Sponsoring
En juillet 2016, Total a annoncé avoir passé un accord de sponsoring avec la Confédération africaine de football (CAF). L'accord vaut pour les huit prochaines années et concernera les dix principales compétitions organisées par la CAF, dont la Coupe de la Confédération de la CAF, qui est désormais baptisée "Coupe de la Confédération de la CAF TotalEnergies" ou "Coupe de la Confédération TotalEnergies".

## Participants
- Théoriquement, jusqu'à 56 fédérations membres de la Confédération africaine de football peuvent inscrire une formation en Coupe de la confédération 2021-2022.
- Les 12 pays les mieux classés en fonction du Classement 5-Year de la CAF peuvent inscrire 2 clubs par compétition. Pour la compétition de cette année, la Confédération africaine de football va utiliser le Classement 5-Year de la CAF d'entre 2017 et 2021. En conséquence, 51 clubs ont pu entrer dans le tournoi.

| Rang                                                                       | Fédération                                                              | Club                                                                    | Classement                                                              |
| Fédérations avec deux représentants (classées de la 1re à la 12e place)    | Fédérations avec deux représentants (classées de la 1re à la 12e place) | Fédérations avec deux représentants (classées de la 1re à la 12e place) | Fédérations avec deux représentants (classées de la 1re à la 12e place) |
| -------------------------------------------------------------------------- | ----------------------------------------------------------------------- | ----------------------------------------------------------------------- | ----------------------------------------------------------------------- |
| 1                                                                          | Maroc (183 pts)                                                         | FAR Rabat                                                               | 3e du championnat du Maroc 2020-2021                                    |
| 1                                                                          | Maroc (183 pts)                                                         | RS Berkane                                                              | 4e du championnat du Maroc 2020-2021                                    |
| 2                                                                          | Égypte (173,5 pts)                                                      | Al-Masry SC                                                             | 3e du championnat d'Égypte 2020-2021 à la 29e journée                   |
| 2                                                                          | Égypte (173,5 pts)                                                      | Pyramids FC                                                             | 4e du championnat d'Égypte 2020-2021 à la 29e journée                   |
| 3                                                                          | Tunisie (131 pts)                                                       | US Ben Guerdane                                                         | 3e du championnat de Tunisie 2020-2021                                  |
| 3                                                                          | Tunisie (131 pts)                                                       | CS Sfaxien                                                              | Vainqueur de la Coupe de Tunisie 2020-2021                              |
| 4                                                                          | Algérie (109 pts)                                                       | JS Saoura                                                               | 3e du championnat d'Algérie 2020-2021                                   |
| 4                                                                          | Algérie (109 pts)                                                       | JS Kabylie                                                              | Vainqueur de la Coupe de la Ligue algérienne 2020-2021                  |
| 5                                                                          | Afrique du Sud (93,5 pts)                                               | Orlando Pirates FC                                                      | 3e du championnat d'Afrique du Sud 2020-2021                            |
| 5                                                                          | Afrique du Sud (93,5 pts)                                               | Marumo Gallants FC                                                      | Vainqueur de la Coupe d'Afrique du Sud 2020-2021                        |
| 6                                                                          | RD Congo (75 pts)                                                       | AS Vita Club                                                            | 3e du championnat de RD Congo 2020-2021                                 |
| 6                                                                          | RD Congo (75 pts)                                                       | DC Motema Pembe                                                         | Vainqueur de la Coupe de RD Congo 2021                                  |
| 7                                                                          | Guinée (38 pts)                                                         | Wakriya FC                                                              | 3e du championnat de Guinée 2020-2021                                   |
| 7                                                                          | Guinée (38 pts)                                                         | Ashanti Golden Boys                                                     | 4e du championnat de Guinée 2020-2021                                   |
| 8                                                                          | Nigeria (37,5 pts)                                                      | Enyimba FC                                                              | 3e du championnat du Nigeria 2020-2021                                  |
| 8                                                                          | Nigeria (37,5 pts)                                                      | Bayelsa United FC                                                       | Vainqueur de la Coupe du Nigeria 2021                                   |
| 9                                                                          | Zambie (35 pts)                                                         | Red Arrows FC                                                           | 3e du championnat de Zambie 2020-2021                                   |
| 9                                                                          | Zambie (35 pts)                                                         | Kabwe Warriors FC                                                       | 4e du championnat de Zambie 2020-2021                                   |
| 10                                                                         | Angola (31,5 pts)                                                       | CD Primeiro de Agosto                                                   | 3e du championnat d'Angola 2020-2021                                    |
| 10                                                                         | Angola (31,5 pts)                                                       | GD Interclube                                                           | Finaliste de la Coupe d'Angola 2021                                     |
| 11                                                                         | Soudan (30 pts)                                                         | Hay al-Wadi SC                                                          | 3e de la phase aller du championnat du Soudan 2020-2021                 |
| 11                                                                         | Soudan (30 pts)                                                         | Al-Ahli Merowe                                                          | 4e de la phase aller du championnat du Soudan 2020-2021                 |
| 12                                                                         | Tanzanie (27,5 pts)                                                     | Azam FC                                                                 | 3e du championnat de Tanzanie 2020-2021                                 |
| 12                                                                         | Tanzanie (27,5 pts)                                                     | Biashara United FC                                                      | 4e du championnat de Tanzanie 2020-2021                                 |
| Fédérations avec un seul représentant (classées plus bas que la 12e place) |                                                                         |                                                                         |                                                                         |
| 13                                                                         | Cameroun (16 pts)                                                       | Coton Sport FC                                                          | 2e du championnat du Cameroun 2020-2021 au 8 août                       |
| 14                                                                         | Sénégal (15 pts)                                                        | Diambars FC                                                             | Vice-champion du Sénégal 2021                                           |
| 15                                                                         | Libye (13,5 pts)                                                        | Al-Ahli Tripoli                                                         | Vice-champion de Libye 2021                                             |
| 16                                                                         | Côte d'Ivoire (9 pts)                                                   | FC San-Pédro                                                            | Vice-champion de Côte d'Ivoire 2020-2021                                |
| 17                                                                         | Kenya (8 pts)                                                           | Gor Mahia FC                                                            | Vainqueur de la Coupe du Kenya 2021                                     |
| 19                                                                         | Congo (5,5 pts)                                                         | Diables noirs                                                           | Vice-champion du Congo 2021-2022                                        |
| 20                                                                         | Mali (5 pts)                                                            | Binga FC                                                                | Finaliste de la Coupe du Mali 2022                                      |
| -                                                                          | Ouganda (5 pts)                                                         | URA SC                                                                  | Vice-champion d'Ouganda 2020-2021                                       |
| 23                                                                         | Burkina Faso (4 pts)                                                    | ASFA Yennenga                                                           | Vainqueur de la Coupe du Burkina Faso 2021                              |
| -                                                                          | Rwanda (4 pts)                                                          | AS Kigali                                                               | Vice-champion du Rwanda 2020-2021                                       |
| 26                                                                         | Eswatini (3 pts)                                                        | Young Buffaloes FC                                                      | Vice-champion d'Eswatini 2020-2021                                      |
| 27                                                                         | Bénin (2 pts)                                                           | Buffles du Borgou FC                                                    | Vice-champion du Bénin 2020-2021                                        |
| -                                                                          | Botswana (2 pts)                                                        | Orapa United FC                                                         | Vainqueur de la Coupe Top 8 2019-2020                                   |
| -                                                                          | Éthiopie (2 pts)                                                        | Ethiopian Coffee SC                                                     | Vice-champion d'Éthiopie 2020-2021                                      |
| -                                                                          | Mauritanie (2 pts)                                                      | ASAC Concorde                                                           | Vainqueur de la Coupe de Mauritanie 2021                                |
| -                                                                          | Togo (2 pts)                                                            | ASC Kara                                                                | Vice-champion du Togo 2021                                              |
| 32                                                                         | Gabon (0,5 pt)                                                          | AS Mangasport                                                           | 2e du championnat du Gabon 2020                                         |
|                                                                            | Burundi                                                                 | Bumamuru FC                                                             | Vainqueur de la Coupe du Burundi 2021                                   |
|                                                                            | Comores                                                                 | Olympique de Missiri                                                    | Vainqueur de la Coupe des Comores 2021                                  |
|                                                                            | Djibouti                                                                | FC Dikhil                                                               | Finaliste de la Coupe de Djibouti 2021                                  |
|                                                                            | Guinée équatoriale                                                      | Futuro Kings FC                                                         | 2e du championnat de Guinée équatoriale 2020                            |
|                                                                            | Liberia                                                                 | Monrovia Club Breweries FC                                              | Vainqueur de la Coupe du Liberia 2020-2021                              |
|                                                                            | Madagascar                                                              | CFFA                                                                    | Vainqueur de la Coupe de Madagascar 2021                                |
|                                                                            | Niger                                                                   | AS Police                                                               | Finaliste de la Coupe du Niger 2021                                     |
|                                                                            | Somalie                                                                 | Horseed FC                                                              | Champion de Somalie 2021                                                |
|                                                                            | Soudan du Sud                                                           | Atlabara FC                                                             | Vainqueur de la Coupe du Soudan du Sud 2021                             |
|                                                                            | Zanzibar                                                                | Mafunzo SC                                                              | Vainqueur de la Coupe de Zanzibar 2021                                  |

## Tours préliminaires

### Premier tour
Le tirage au sort est effectué le 13 août 2021, au Caire. Treize clubs sont exemptés du premier tour préliminaire et intègrent la compétition directement à partir du tour suivant :
1. Orlando Pirates FC
2. JS Kabylie
3. JS Saoura
4. CD Primeiro de Agosto
5. Coton Sport FC
6. AS Vita Club
7. DC Motema Pembe
8. Al-Masry SC
9. Pyramids FC
10. Gor Mahia FC
11. RS Berkane
12. Enyimba FC
13. CS Sfaxien

Les matchs aller se déroulent du 10 au 12 septembre 2021 et les matchs retour du 17 au 19 du même mois.
| Match | Équipe 1             | Résultat | Équipe 2                   | Aller | Retour | Tab |
| ----- | -------------------- | -------- | -------------------------- | ----- | ------ | --- |
| 1     | US Ben Guerdane      | 3-2      | AS Police                  | 3-1   | 0-1    | -   |
| 2     | AS FAR               | 3-1      | Buffles du Borgou FC       | 3-1   | 0-0    | -   |
| 3     | Diambars FC          | 3-0      | Wakriya AC                 | -     | -      | -   |
| 4     | Ashanti Golden Boys  | 2-4      | Bayelsa United FC          | -     | -      | -   |
| 5     | ASC Kara             | 3-4      | ASAC Concorde              | 3-0   | 0-4    | -   |
| 6     | Azam FC              | 4-1      | Horseed FC                 | 3-1   | 1-0    | -   |
| 7     | URA SC               | 5-2      | Ethiopian Coffee SC        | 2-1   | 3-1    | -   |
| 8     | Atlabara FC          | 0-4      | Al-Ahli Merowe             | 0-2   | 0-2    | -   |
| 9     | Futuro Kings FC      | 2-4      | Marumo Gallants FC         | 2-1   | 0-3    | -   |
| 10    | AS Mangasport        | 0-0      | Orapa United FC            | 0-0   | 0-0    | 2-3 |
| 11    | Bumamuru FC          | 0-1      | Diables noirs              | 0-0   | 0-1    | -   |
| 12    | Red Arrows FC        | 2-1      | Young Buffaloes FC         | 2-1   | 0-0    | -   |
| 13    | Olympique de Missiri | 1-8      | AS Kigali                  | 1-2   | 0-6    | -   |
| 14    | Binga FC             | 5-0      | Monrovia Club Breweries FC | 3-0   | 2-0    | -   |
| 15    | ASFA Yennenga        | 2-1      | FC San-Pédro               | 0-0   | 2-1    | -   |
| 16    | FC Dikhil            | 0-3      | Biashara United FC         | 0-1   | 0-2    | -   |
| 17    | Hay al-Wadi SC       | 0-4      | Al-Ahli Tripoli            | -     | -      | -   |
| 18    | CFFA                 | 2-1      | Kabwe Warriors FC          | 0-0   | 2-1    | -   |
| 19    | Mafunzo SC           | 0-4      | GD Interclube              | 0-1   | 0-3    | -   |

### Deuxième tour
Les dix-neuf vainqueurs du premier tour préliminaire sont rejoints par treize équipes. Les vainqueurs de ce deuxième tour préliminaire sont qualifiés pour le tour de barrages  pour affronter les perdants reversés du premier tour de la Ligue des champions de la CAF 2021-2022.
Le tirage au sort a été effectué le 13 août 2021 au Caire
| Match | Équipe 1           | Résultat | Équipe 2              | Aller | Retour | Tab |
| ----- | ------------------ | -------- | --------------------- | ----- | ------ | --- |
| 20    | US Ben Guerdane    | 0-5      | RS Berkane            | 0-1   | 0-4    | -   |
| 21    | AS FAR             | 1-3      | JS Kabylie            | 0-1   | 1-2    | -   |
| 22    | Diambars FC        | 0-4      | Enyimba FC            | 0-1   | 0-3    | -   |
| 23    | Bayelsa United FC  | 1-4      | CS Sfaxien            | 1-0   | 0-4    | -   |
| 24    | ASAC Concorde      | 2-3      | JS Saoura             | 1-2   | 1-1    | -   |
| 25    | Azam FC            | 0-1      | Pyramids FC           | 0-0   | 0-1    | -   |
| 26    | URA SC             | 0-1      | Al-Masry SC           | 0-0   | 0-1    | -   |
| 27    | Al-Ahli Merowe     | forfait  | Gor Mahia FC          | 1-3   | -      | -   |
| 28    | Marumo Gallants FC | 3-2      | AS Vita Club          | 2-1   | 1-1    | -   |
| 29    | Orapa United FC    | 2-2      | Coton Sport FC        | 2-1   | 0-1    | -   |
| 30    | Diables noirs      | 0-1      | Orlando Pirates FC    | 0-0   | 0-1    | -   |
| 31    | Red Arrows FC      | 1-0      | CD Primeiro de Agosto | 1-0   | 0-0    | -   |
| 32    | AS Kigali          | 2-4      | DC Motema Pembe       | 1-2   | 1-2    | -   |
| 33    | Binga FC           | 1-1      | ASFA Yennenga         | 0-1   | 1-0    | 7-6 |
| 34    | Biashara United FC | forfait  | Al-Ahli Tripoli       | 2-0   | -      | -   |
| 35    | CFFA               | forfait  | GD Interclube         | 0-3   | -      | -   |

### Tour de barrages
Les 16 perdants au premier tour de la Ligue des champions sont repêchés et affrontent 16 vainqueurs du deuxième tour prémliminaire de la Coupe de la confédération.
Les 16 vainqueurs du tour de barrage passeront en phase de groupes, les matchs aller se déroulent le 28 novembre et les matchs retour le 5 décembre 2021.
Le tirage au sort a lieu le 26 octobre 2021 au Caire.
| Match | Équipe 1           | Résultat | Équipe 2           | Aller | Retour | Tab |
| ----- | ------------------ | -------- | ------------------ | ----- | ------ | --- |
| 36    | Zanaco FC          | 3-2      | Binga FC           | 3-0   | 0-2    | -   |
| 37    | Simba SC           | 4-2      | Red Arrows FC      | 3-0   | 1-2    | -   |
| 38    | TP Mazembe         | 1-0      | Marumo Gallants FC | 1-0   | 0-0    | -   |
| 39    | ASEC Mimosas       | 5-2      | GD Interclube      | 2-0   | 3-2    | -   |
| 40    | FC Nouadhibou      | 0-2      | Coton Sport FC     | 0-0   | 0-2    | -   |
| 41    | USGN               | 2-1      | DC Motema Pembe    | 2-0   | 0-1    | -   |
| 42    | AS Otohô           | 1-0      | Gor Mahia FC       | 1-0   | 0-0    | -   |
| 43    | APR FC             | 1-2      | RS Berkane         | 0-0   | 1-2    | -   |
| 44    | Tusker FC          | 0-1      | CS Sfaxien         | 0-0   | 0-1    | -   |
| 45    | Hearts of Oak SC   | 2-4      | JS Saoura          | 2-0   | 0-4    | -   |
| 46    | Rivers United FC   | 2-2      | Al-Masry SC        | 2-1   | 0-1    | -   |
| 47    | Stade malien       | 1-1      | Al-Ahli Tripoli    | 1-0   | 0-1    | 2-4 |
| 48    | Al-Ittihad Tripoli | forfait  | Enyimba FC         | -     | 0-2    | -   |
| 49    | AS Maniema Union   | 0-2      | Pyramids FC        | 0-1   | 0-1    | -   |
| 50    | LPRC Oilers        | forfait  | Orlando Pirates FC | 0-2   | -      | -   |
| 51    | Royal Leopards FC  | 2-2      | JS Kabylie         | 1-0   | 1-2    | -   |

## Phase de poules
Le tirage au sort se déroule le 28 décembre 2021 au Caire. À noter une petite anomalie dans la répartition des équipes, et ce, en raison des nombreux reports du match retour entre la JS Kabylie et Royal Leopards FC, initialement prévu le 5 décembre 2021 et finalement joué le 6 février 2022, soit plus d'un mois après la tenue du tirage au sort de la phase de poules. Ce retard contraint la CAF à « réserver » une place au vainqueur de cette confrontation selon le classement continental de la meilleure des deux équipes, en l'occurrence la JSK, finaliste de l'édition précédente et totalisant 28 points, ce qui la place théoriquement dans le chapeau 1. Cependant, et à la surprise générale,,, c'est Royal Leopards FC qui se qualifie pour la première fois de son histoire à la phase de groupes d'une compétition africaine et qui bénéficie donc du statut de tête de série bien que le club eswatinien n'ait aucun point à son actif au classement interclubs de la CAF.
| Chapeau 1                  | Chapeau 2                   | Chapeau 3            | Chapeau 4                 |
| -------------------------- | --------------------------- | -------------------- | ------------------------- |
| TP Mazembe (45 pts)        | Simba SC (24 pts)           | Al-Masry SC (14 pts) | Al-Ahli Tripoli (3 pts)   |
| RS Berkane (41 pts)        | CS Sfaxien (21 pts)         | Zanaco FC (10 pts)   | AS Otohô (1,5 pts)        |
| Pyramids FC (31 pts)       | Coton Sport FC (16 pts)     | JS Saoura (6 pts)    | Al-Ittihad Tripoli (0 pt) |
| Royal Leopards FC (28 pts) | Orlando Pirates FC (16 pts) | ASEC Mimosas (5 pts) | USGN (0 pt)               |

### Groupe A
| Rang | Équipe          | Pts | J | G | N | P | Bp | Bc | Diff |  | Résultats (▼ dom., ► ext.) |     |     |     |     |
| ---- | --------------- | --- | - | - | - | - | -- | -- | ---- |  | -------------------------- | --- | --- | --- | --- |
| 1    | Al-Ahli Tripoli | 13  | 6 | 4 | 1 | 1 | 9  | 5  | +4   |  | Al-Ahli Tripoli            |     | 1-0 | 2-1 | 2-0 |
| 2    | Pyramids FC     | 13  | 6 | 4 | 1 | 1 | 7  | 3  | +4   |  | Pyramids FC                | 2-1 |     | 1-0 | 1-0 |
| 3    | CS Sfaxien      | 5   | 6 | 1 | 2 | 3 | 3  | 5  | -2   |  | CS Sfaxien                 | 0-0 | 1-1 |     | 1-0 |
| 4    | Zanaco FC       | 3   | 6 | 1 | 0 | 5 | 3  | 9  | -6   |  | Zanaco FC                  | 2-3 | 0-2 | 1-0 |     |

### Groupe B
| Rang | Équipe             | Pts | J | G | N | P | Bp | Bc | Diff |  | Résultats (▼ dom., ► ext.) |     |     |     |     |
| ---- | ------------------ | --- | - | - | - | - | -- | -- | ---- |  | -------------------------- | --- | --- | --- | --- |
| 1    | Orlando Pirates FC | 13  | 6 | 4 | 1 | 1 | 15 | 5  | +10  |  | Orlando Pirates FC         |     | 0-0 | 2-0 | 3-0 |
| 2    | Al-Ittihad Tripoli | 11  | 6 | 3 | 2 | 1 | 9  | 7  | +2   |  | Al-Ittihad Tripoli         | 3-2 |     | 1-1 | 3-2 |
| 3    | JS Saoura          | 10  | 6 | 3 | 1 | 2 | 6  | 5  | +1   |  | JS Saoura                  | 0-2 | 1-0 |     | 2-0 |
| 4    | Royal Leopards FC  | 0   | 6 | 0 | 0 | 6 | 5  | 18 | -13  |  | Royal Leopards FC          | 2-6 | 1-2 | 0-2 |     |

### Groupe C
| Rang | Équipe         | Pts | J | G | N | P | Bp | Bc | Diff |  | Résultats (▼ dom., ► ext.) |     |     |     |     |
| ---- | -------------- | --- | - | - | - | - | -- | -- | ---- |  | -------------------------- | --- | --- | --- | --- |
| 1    | TP Mazembe     | 11  | 6 | 3 | 2 | 1 | 8  | 6  | +2   |  | TP Mazembe                 |     | 2-0 | 1-0 | 1-0 |
| 2    | Al-Masry SC    | 10  | 6 | 3 | 1 | 2 | 5  | 3  | +2   |  | Al-Masry SC                | 2-0 |     | 1-0 | 2-0 |
| 3    | AS Otohô       | 8   | 6 | 2 | 2 | 2 | 5  | 5  | 0    |  | AS Otohô                   | 2-2 | 1-0 |     | 1-1 |
| 4    | Coton Sport FC | 3   | 6 | 0 | 3 | 3 | 3  | 7  | -4   |  | Coton Sport FC             | 2-2 | 0-0 | 0-1 |     |

### Groupe D
| Rang | Équipe       | Pts | J | G | N | P | Bp | Bc | Diff |  | Résultats (▼ dom., ► ext.) |     |     |     |     |
| ---- | ------------ | --- | - | - | - | - | -- | -- | ---- |  | -------------------------- | --- | --- | --- | --- |
| 1    | RS Berkane   | 10  | 6 | 3 | 1 | 2 | 11 | 9  | +2   |  | RS Berkane                 |     | 2-0 | 1-0 | 5-3 |
| 2    | Simba SC     | 10  | 6 | 3 | 1 | 2 | 9  | 7  | +2   |  | Simba SC                   | 1-0 |     | 3-1 | 4-0 |
| 3    | ASEC Mimosas | 9   | 6 | 3 | 0 | 3 | 9  | 8  | +1   |  | ASEC Mimosas               | 3-1 | 3-0 |     | 2-1 |
| 4    | USGN         | 5   | 6 | 1 | 2 | 3 | 9  | 14 | -5   |  | USGN                       | 2-2 | 1-1 | 2-0 |     |

## Phase finale

### Qualification et tirage au sort
Les quatre premiers et les quatre deuxièmes de chaque groupe se qualifient à la phase finale, qui débute par les quarts de finale. En cas d'égalité entre deux ou plusieurs équipes, le classement est déterminé d'abord par la différence de points particulière entre les équipes à égalité puis la différence de buts particulière. Lors du tirage au sort, les équipes premières de leur groupe sont les têtes de série, cela leur permet de recevoir au match retour contrairement aux deuxièmes.
| Groupe | 1er de groupe – Tête de série | 2e de groupe – Non-tête de série |
| ------ | ----------------------------- | -------------------------------- |
| A      | Al-Ahli Tripoli               | Pyramids FC                      |
| B      | Orlando Pirates FC            | Al-Ittihad Tripoli               |
| C      | TP Mazembe                    | Al-Masry SC                      |
| D      | RS Berkane                    | Simba SC                         |

### Quarts de finale
| Équipe 1           | Résultat | Équipe 2           | Aller | Retour | Tab |
| ------------------ | -------- | ------------------ | ----- | ------ | --- |
| Al-Ittihad Tripoli | 0-1      | Al-Ahli Tripoli    | 0-0   | 0-1    | -   |
| Simba SC           | 1-1      | Orlando Pirates FC | 1-0   | 0-1    | 3-4 |
| Pyramids FC        | 0-2      | TP Mazembe         | 0-0   | 0-2    | -   |
| Al-Masry SC        | 2-2      | RS Berkane         | 2-1   | 0-1    | -   |

### Demi-finales
| Équipe 1        | Résultat | Équipe 2           | Aller | Retour |
| --------------- | -------- | ------------------ | ----- | ------ |
| Al-Ahli Tripoli | 1-2      | Orlando Pirates FC | 0-2   | 1-0    |
| TP Mazembe      | 2-4      | RS Berkane         | 1-0   | 1-4    |

### Finale
La finale se dispute en une seule rencontre sur terrain neutre, à Uyo, au Nigeria. Le temps réglementaire s'achève sur un score nul et vierge puis, durant les prolongations, la RS Berkane prend l'avantage grâce à un pénalty inscrit par Youssef El Fahli avant qu'Orlando Pirates FC n'égalise à trois minutes de la fin du match par l'intermédiaire de Thembinkosi Lorch. Les deux équipes doivent alors se départager lors d'une séance de tirs au but, et ce sont finalement les Marocains de Berkane qui s'imposent en réussissant toutes leurs tentatives tandis que leur gardien, Hamza Hamiani, parvient à arrêter un tir, celui de Lorch qui avait marqué le but égalisateur sud-africain. La RS Berkane, qui jouait là sa troisième finale en quatre saisons, remporte ainsi son deuxième titre en Coupe de la confédération après celui acquis en 2020.
Ci-dessous, la feuille de match de la finale :
| Orlando Pirates FC ·        |                      |          |
| Titulaires :                |                      |          |
|                             |                      |          |
| 01                          | Richard Ofori        |          |
| 04                          | Happy Jele           |          |
| 23                          | Innocent Maela       |          |
| 31                          | Olisa Ndah           |          |
| 26                          | Bandile Shandu       | 90e      |
| 03                          | Thembinkosi Lorch    |          |
| 11                          | Deon Hotto           |          |
| 06                          | Ben Motshwari        | 90e      |
| 20                          | Goodman Mosele       | 102e     |
| 18                          | Kabelo Dlamini       | 105e     |
| 22                          | Kwame Peprah         | 60e      |
|                             |                      |          |
| Remplaçants :               |                      |          |
| 09                          | Tshegofatso Mabasa   | 60e      |
| 16                          | Thabang Monare       | 90e      |
| 08                          | Siphesihle Ndlovu    | 90e 102e |
| 37                          | Terrence Dzvukamanja | 102e     |
| 15                          | Fortune Makaringe    | 102e     |
| 32                          | Linda Mntambo        | 105e     |
| 14                          | Thulani Hlatshwayo   |          |
| 05                          | Ntsikelelo Nyauza    |          |
| 40                          | Siyabonga Mpontshane |          |
|                             |                      |          |
| Entraîneur :                |                      |          |
| Mandla Ncikazi Fadlu Davids |                      |          |

| RS Berkane ·   |                    |      |
| Titulaires :   |                    |      |
|                |                    |      |
| 12             | Hamza Hamiani      |      |
| 04             | Issoufou Dayo      |      |
| 19             | Hamza El Moussaoui |      |
| 14             | Ismail Mokadem     |      |
| 33             | Abdelkrim Baadi    |      |
| 21             | Bakr El Helali     | 117e |
| 08             | Larbi Naji         |      |
| 20             | Mehdi Oubila       | 80e  |
| 07             | Youssef El Fahli   | 107e |
| 38             | Charki El Bahri    | 80e  |
| 10             | Chadrack Muzungu   | 108e |
|                |                    |      |
| Remplaçants :  |                    |      |
| 15             | Hamza Regragui     | 80e  |
| 03             | Brahim El Bahraoui | 80e  |
| 11             | Youssef Zghoudi    | 107e |
| 29             | Tuisila Kisinda    | 108e |
| 06             | Mamadou Camara     | 117e |
| 25             | Mohamed Aziz       |      |
| 18             | Sofian El Moudane  |      |
| 32             | Omar Namsaoui      |      |
| 22             | Amine El Ouaad     |      |
|                |                    |      |
| Entraîneur :   |                    |      |
| Florent Ibenge |                    |      |

| Orlando Pirates FC ·        |                      |          |
| Titulaires :                |                      |          |
|                             |                      |          |
| 01                          | Richard Ofori        |          |
| 04                          | Happy Jele           |          |
| 23                          | Innocent Maela       |          |
| 31                          | Olisa Ndah           |          |
| 26                          | Bandile Shandu       | 90e      |
| 03                          | Thembinkosi Lorch    |          |
| 11                          | Deon Hotto           |          |
| 06                          | Ben Motshwari        | 90e      |
| 20                          | Goodman Mosele       | 102e     |
| 18                          | Kabelo Dlamini       | 105e     |
| 22                          | Kwame Peprah         | 60e      |
|                             |                      |          |
| Remplaçants :               |                      |          |
| 09                          | Tshegofatso Mabasa   | 60e      |
| 16                          | Thabang Monare       | 90e      |
| 08                          | Siphesihle Ndlovu    | 90e 102e |
| 37                          | Terrence Dzvukamanja | 102e     |
| 15                          | Fortune Makaringe    | 102e     |
| 32                          | Linda Mntambo        | 105e     |
| 14                          | Thulani Hlatshwayo   |          |
| 05                          | Ntsikelelo Nyauza    |          |
| 40                          | Siyabonga Mpontshane |          |
|                             |                      |          |
| Entraîneur :                |                      |          |
| Mandla Ncikazi Fadlu Davids |                      |          |

| RS Berkane ·   |                    |      |
| Titulaires :   |                    |      |
|                |                    |      |
| 12             | Hamza Hamiani      |      |
| 04             | Issoufou Dayo      |      |
| 19             | Hamza El Moussaoui |      |
| 14             | Ismail Mokadem     |      |
| 33             | Abdelkrim Baadi    |      |
| 21             | Bakr El Helali     | 117e |
| 08             | Larbi Naji         |      |
| 20             | Mehdi Oubila       | 80e  |
| 07             | Youssef El Fahli   | 107e |
| 38             | Charki El Bahri    | 80e  |
| 10             | Chadrack Muzungu   | 108e |
|                |                    |      |
| Remplaçants :  |                    |      |
| 15             | Hamza Regragui     | 80e  |
| 03             | Brahim El Bahraoui | 80e  |
| 11             | Youssef Zghoudi    | 107e |
| 29             | Tuisila Kisinda    | 108e |
| 06             | Mamadou Camara     | 117e |
| 25             | Mohamed Aziz       |      |
| 18             | Sofian El Moudane  |      |
| 32             | Omar Namsaoui      |      |
| 22             | Amine El Ouaad     |      |
|                |                    |      |
| Entraîneur :   |                    |      |
| Florent Ibenge |                    |      |